# جورج ميتشيل
جورج ميتشيل (بالإنجليزية: George Mitchell)‏ (و. 1867 – 1937 م) هو سياسي، من المملكة المتحدة، توفي عن عمر يناهز 70 عاماً.

## مناصب
تولى منصب رئيس وزراء روديسيا.